# Livry (Nièvre)
Livry é uma comuna francesa na região administrativa de Borgonha-Franco-Condado, no departamento de Nièvre. Estende-se por uma área de 27,62 km². Em 2010 a comuna tinha 706 habitantes (densidade: 25,6 hab./km²).